# Bad Rothenfelde
Bad Rothenfelde é um município da Alemanha localizado no distrito de Osnabrück, estado de Baixa Saxônia.